# Конищево (Рамешковский район)
Конищево  — деревня в Рамешковском районе Тверской области.

## География
Находится в восточной части Тверской области на расстоянии приблизительно 26 км на юг по прямой от районного центра поселка Рамешки.

## История
Известна с XVI века как деревня с 3 дворами. В 1859 году в русской деревне (тогда Канищево), принадлежавшей помещикам Е. П. Безобразовой и П. Л. Норовлеву, 16 дворов, в 1887 году 25 дворов. В советское время работали колхоз «Новый путь» и «Кушалино». В 2001 году в 4 домах жили местные жители, 8 домов принадлежало наследникам и дачникам. До 2021 входила в сельское поселение Кушалино Рамешковского района до их упразднения.

## Население
Численность населения: 134 человека (1859 год), 149 (1887), 8 (русские 75 %) в 2002 году, 10 в 2010.